# 大城公人
大城 公人（おおしろ きみひと、1985年7月5日 - 2015年3月29日）は、沖縄県出身の俳優、ミュージシャン。HIROZ、HIROZ SEVEN+ 旧メンバー。

## 経歴
HIROZ内の音楽ユニットであるHIROZ SEVEN+のメンバーとして、エイベックス・エンタテインメントより2011年10月26日リリースの1stアルバム『サムライロード』でメジャーデビュー。
2014年12月より闘病生活を送っていたが、悪性リンパ腫により2015年3月29日に29歳で死去。